# 末野大橋
末野大橋（すえのおおはし）は、埼玉県大里郡寄居町末野と同折原の間で荒川に架かる国道140号皆野寄居バイパスの道路橋である。すぐ下流側に埼玉県道349号広木折原線の折原橋（おりはらばし）がある。

## 概要
当橋は荒川河口から97.4キロメートルの地点で皆野寄居バイパスの起点の場所に位置し、休日を中心に渋滞しがちである荒川沿いの隘路を通る国道140号に対し、寄居町から皆野町に向けてショートカットするバイパス道路の一部となっている橋である。また、埼玉県の第一次特定緊急輸送道路に指定されている。
橋長313.0メートル、総幅員8.5メートル、有効幅員7.5メートル、主径間182.0メートルの上路式の鋼アーチ橋である。
なお、左岸側のアプローチ区間を含めると長さは631.0メートルになる。
アーチ橋の支間長が182.0メートルで、右岸側と左岸側の橋台の高低差が5.5メートルあることから、皆野方面に向けて約3パーセントの縦断勾配の橋となっている。自動車専用道路であるため橋に歩道は設置されていない。照明柱は亜鉛メッキが施されている。周囲の地形の関係で河岸段丘の段丘面よりさらに高い位置に架けられ、右岸側はもう一段高くなっている段丘面に接続している。
橋は2004年（平成16年）度に完成し、2005年（平成17年）3月29日午後2時に開通した。当橋の施工会社は以下のとおりである。
- 片山鉄工所
- 駒井ハルテック[12]
- JFEエンジニアリング
- JST（旧、日本鉄塔工業。）
- 三菱重工鉄構エンジニアリング
- 宮地鉄工所（宮地エンジニアリング）
- 松下工務店 - 下部工事を担当[13]

架設工法は架橋場所が深い谷なので、両岸に架橋に用いる鉄塔を仮設してそこからケーブルを対岸方向に斜めに張り、アーチリブなどの架設部材をケーブルで支えながら架設する、「ケーブルエレクション斜吊工法」が採用された。橋梁の塗装色は1996年（平成8年）10月「橋梁塗装色彩検討委員会」を設置して現状の景観に配慮して検討審議した結果、アーチリブはマンセル値 5R 4/10（あかね色）、上部工および垂直材はマンセル値 N7.5（コンクリートグレー）に決定した。

## 周辺
付近の荒川周辺の地形は河岸段丘で、河道は段丘崖に挟まれた谷間に位置し、段丘面上は生活圏域となっている。周辺は「埼玉県立長瀞玉淀自然公園」の区域に指定されている。すぐ上流側にある玉淀ダムは橋ではないが、ダム堤頂部にあるキャットウォーク（作業用通路）は一般に開放されていて歩行者の通行が可能で、対岸に渡ることができる他、末野大橋や折原橋を側面から望むことが出来る。
- 玉淀河原 - 県指定の名勝
- 寄居折原インターチェンジ
- 玉淀ダム - すぐ上流側にある
- 玉淀湖
- 東京発電株式会社 玉淀発電所
  - ポケットパーク - 発電所の建設の際に殉職した作業員の慰霊碑がある
- 円良田湖
- 寄居町西部公民館
- 花園城跡
- 花園御岳城跡
- 日山の渡し跡 - 玉淀ダムのやや下流側にある。

## その他
- 埼玉県が発行する末野大橋・折原橋の橋カードが寄居町観光協会観光案内所、里の駅アグリン館で配布されている[17][18]。橋カードには橋の写真のほか、橋に関するデータが記されている。
- 折原橋は埼玉県のぐるっと埼玉サイクルネットワーク構想に基づき策定された「自転車みどころスポットを巡るルート」の「寄居・七福神が祭られているお寺を巡るルート」の経路に指定されている[19]。

## 風景

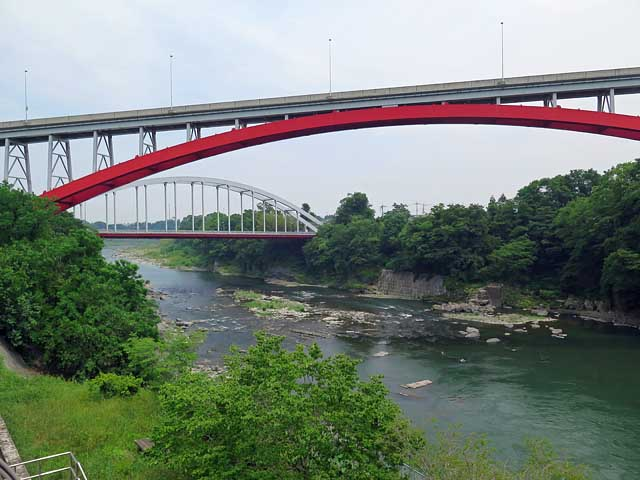
左岸上流側より
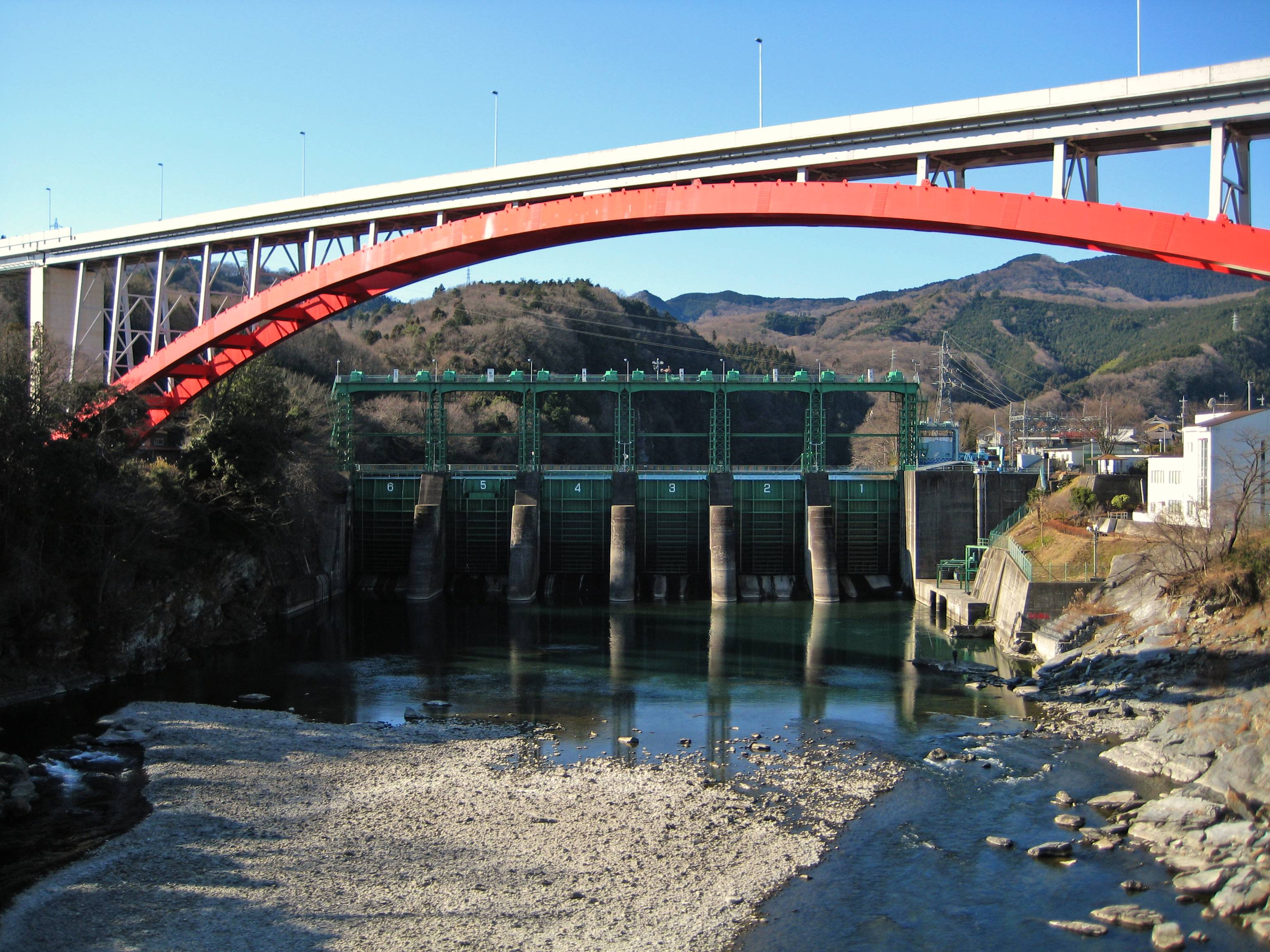
末野大橋と玉淀ダム

## 隣の橋
- 荒川

（上流） - 葉暮橋 - 寄居橋 - 末野大橋 - 折原橋 - 荒川橋梁 - （下流）